# Villers-Semeuse
Pour les articles homonymes, voir Villers.
Villers-Semeuse [vile səmøz] est une commune française des Ardennes, dans la région Grand Est.

## Géographie
Les communes limitrophes sont  Charleville-Mézières, La Francheville, Les Ayvelles, Lumes et Saint-Laurent.

### Description

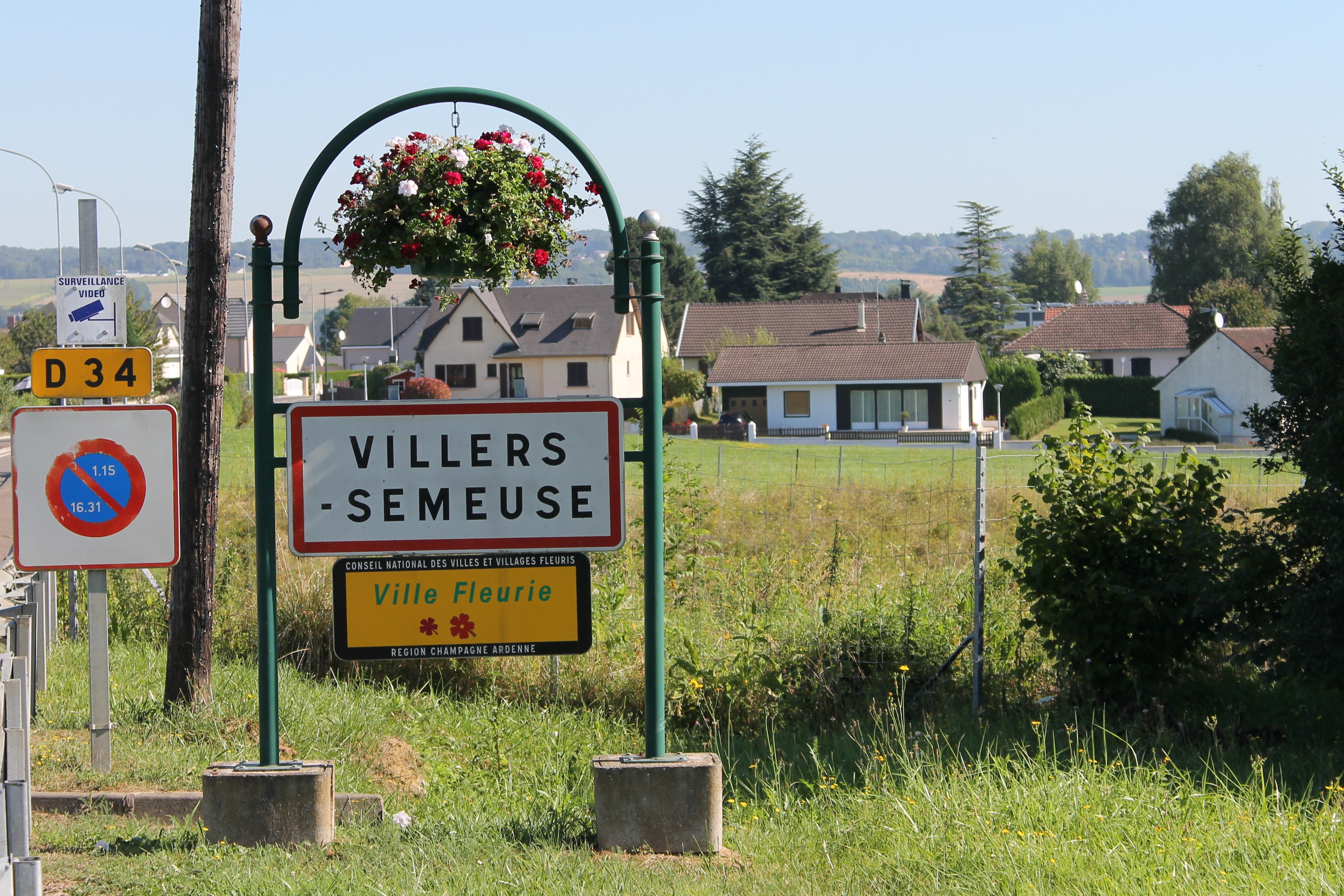

Villers Semeuse est une commune ardennaise de la banlieue de Charleville-Mézières, limitrophe au sud-est de cette ville, située à 10 km de la frontière franco-belge, 75 km au nord-est de Reims, 78 km de Charleroi et 100 km de Luxembourg
Elle est desservie par la sortie  8 (Villers-Semeuse, Flize) de l'autoroute A-34) et est traversée par la ligne de Mohon à Thionville, dont la station la plus proche est la gare de Mohon. Toutefois, l'offre ferroviaire la plus importante est accessible à la gare de Charleville-Mézières, desservie par des TGV depuis Paris-Est ou Sedan, et des trains TER Grand Est (relations de Charleville-Mézières à Givet, à Lille-Flandres et à Longwy et de Reims à Metz-Ville).

### Hydrographie
La commune est dans le bassin versant de la Meuse au sein du bassin Rhin-Meuse. Elle est drainée par la Meuse et le canal de l'Est Branche-Nord,.
La Meuse, d'une longueur de 486 km, est un fleuve européen qui prend sa source en France, dans la commune du Châtelet-sur-Meuse, à 409 mètres d'altitude, et se jette dans la mer du Nord après un cours long d'approximativement 950 kilomètres traversant la France, la Belgique et les Pays-Bas. Elle longe la commune sur son flanc nord, s'écoulant d'est en ouest sur une longueur d'environ 3,6 km.
Le canal de l'Est Branche-Nord, d'une longueur de 141 km, est un chenal et un cours d'eau naturel navigable qui relie Givet à Troussey, où il rejoint le canal de la Marne au Rhin. Il se superpose pour partie, dans la commune, à la Meuse, sur une longueur d'environ 0,1 km.

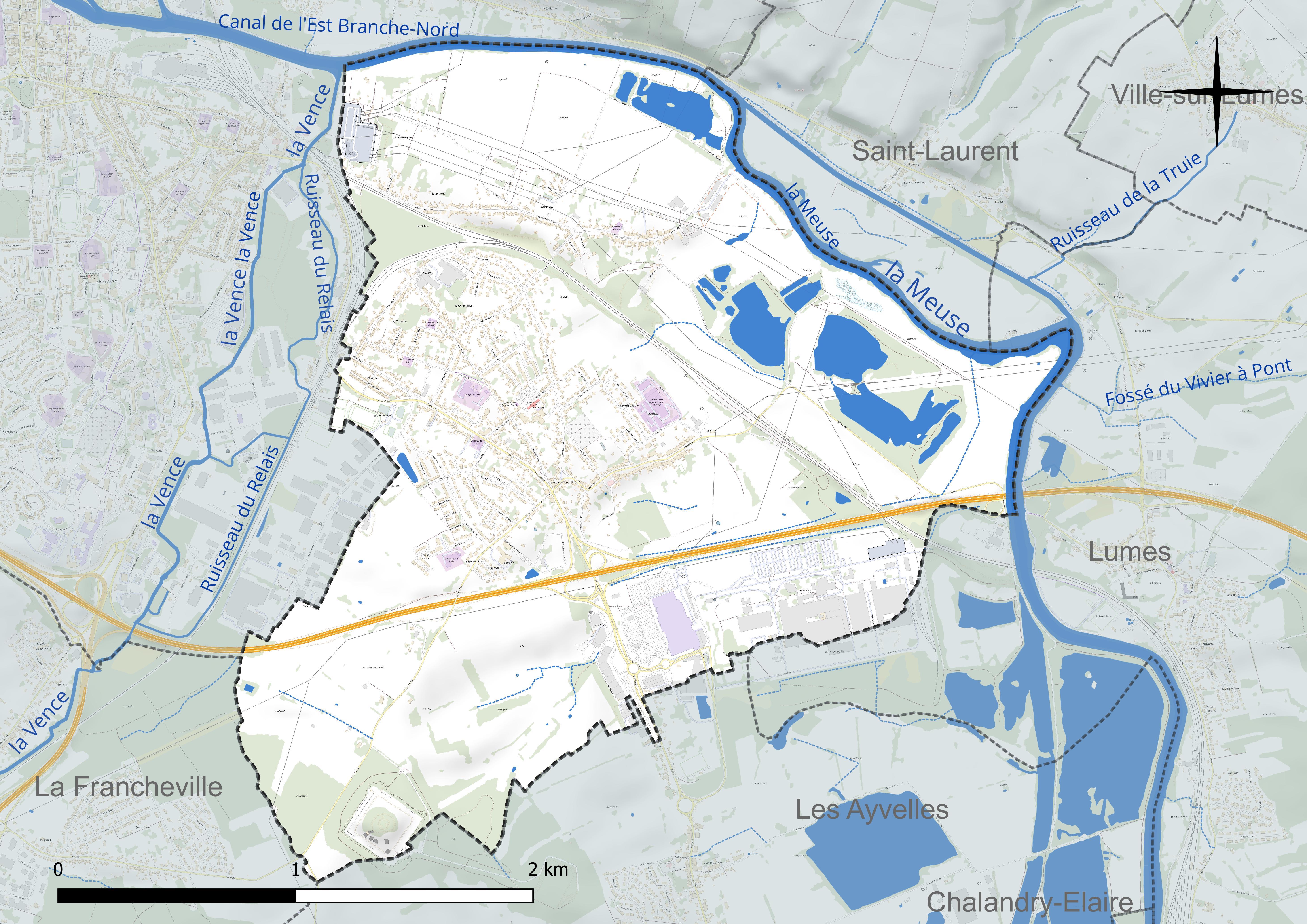
Réseau hydrographique de Villers-Semeuse.

### Antiquité

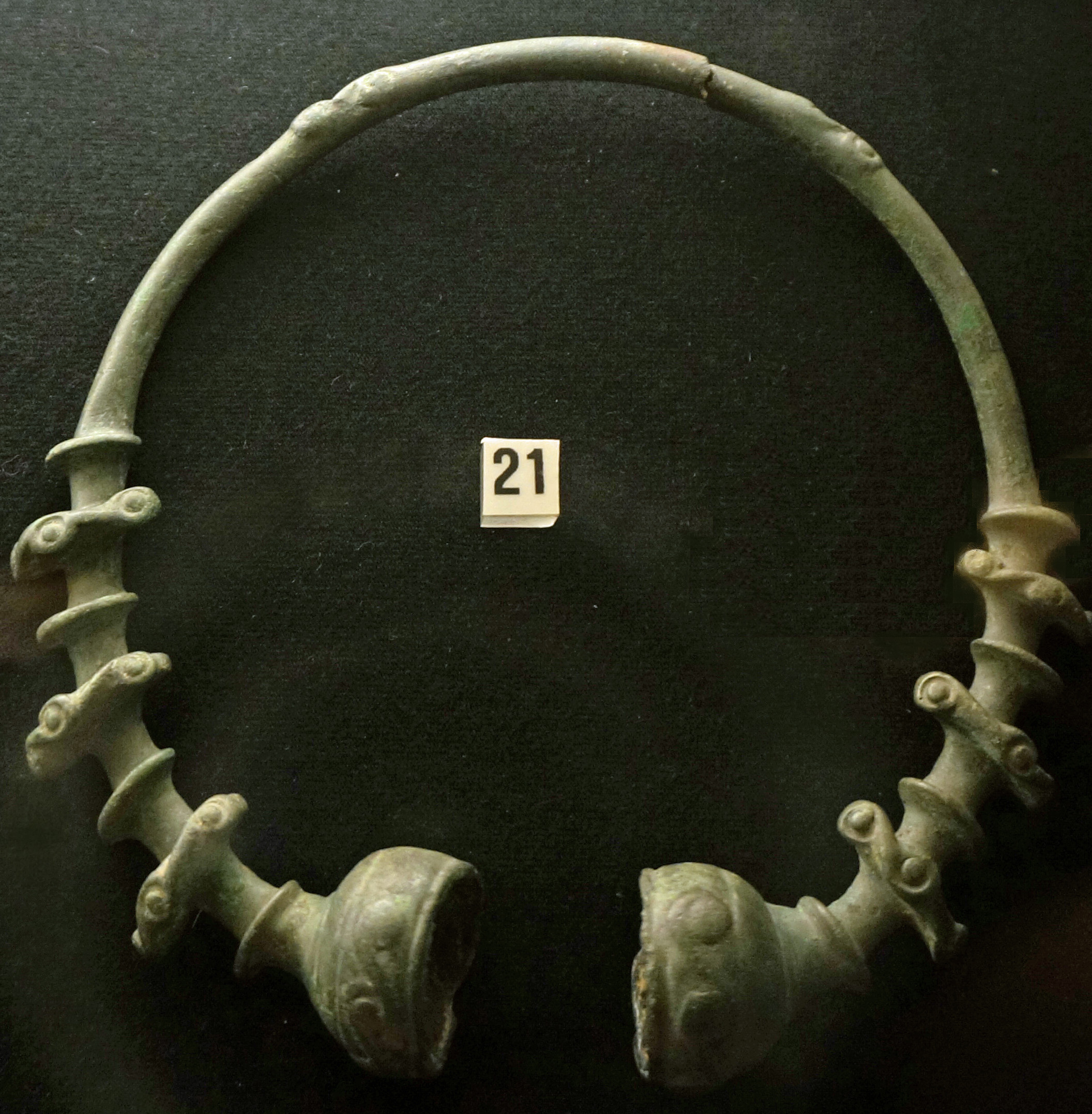
Torque à tampon du trouvé dans la commune.

### Climat
Pour des articles plus généraux, voir Climat du Grand Est et Climat des Ardennes.
En 2010, le climat de la commune est de type climat des marges montargnardes, selon une étude du Centre national de la recherche scientifique s'appuyant sur une série de données couvrant la période 1971-2000. En 2020, Météo-France publie une typologie des climats de la France métropolitaine dans laquelle la commune est exposée à un climat océanique altéré et est dans la région climatique Lorraine, plateau de Langres, Morvan, caractérisée par un hiver rude (1,5 °C), des vents modérés et des brouillards fréquents en automne et hiver.
Pour la période 1971-2000, la température annuelle moyenne est de 10 °C, avec une amplitude thermique annuelle de 15,7 °C. Le cumul annuel moyen de précipitations est de 889 mm, avec 13,1 jours de précipitations en janvier et 9,4 jours en juillet. Pour la période 1991-2020, la température moyenne annuelle observée sur la station météorologique de Météo-France la plus proche, « Charleville-Méz. », sur la commune de Charleville-Mézières à 4 km à vol d'oiseau, est de 9,9 °C et le cumul annuel moyen de précipitations est de 928,4 mm. 
La température maximale relevée sur cette station est de 39,2 °C, atteinte le 25 juillet 2019 ; la température minimale est de −17,5 °C, atteinte le 1er janvier 1997,,.
| Mois                                  | jan.             | fév.             | mars           | avril         | mai             | juin            | jui.           | août           | sep.          | oct.            | nov.             | déc.           | année      |
| ------------------------------------- | ---------------- | ---------------- | -------------- | ------------- | --------------- | --------------- | -------------- | -------------- | ------------- | --------------- | ---------------- | -------------- | ---------- |
| Température minimale moyenne (°C)     | −0,3             | −0,6             | 1              | 2,8           | 6,6             | 9,9             | 11,8           | 11,2           | 8,2           | 5,8             | 2,8              | 0,4            | 5          |
| Température moyenne (°C)              | 2,7              | 3,1              | 6,2            | 9,1           | 12,8            | 16              | 18             | 17,6           | 14,1          | 10,4            | 6,1              | 3,3            | 9,9        |
| Température maximale moyenne (°C)     | 5,6              | 6,9              | 11,3           | 15,3          | 19              | 22,1            | 24,1           | 23,9           | 20            | 15              | 9,3              | 6,1            | 14,9       |
| Record de froid (°C) date du record   | −17,5 01.01.1997 | −16,7 18.02.1991 | −13,8 13.03.13 | −8,5 08.04.03 | −4,4 18.05.1991 | −2,4 05.06.1991 | 1,7 11.07.1993 | 0,4 30.08.1993 | −3,4 30.09.18 | −6,7 30.10.1997 | −11,8 24.11.1998 | −16,4 21.12.09 | −17,5 1997 |
| Record de chaleur (°C) date du record | 15 05.01.1999    | 21,7 27.02.19    | 24,4 31.03.21  | 28,1 25.04.07 | 31,2 28.05.17   | 34,9 28.06.11   | 39,2 25.07.19  | 37 12.08.03    | 34,4 15.09.20 | 27,7 01.10.11   | 19,9 07.11.15    | 15,7 30.12.22  | 39,2 2019  |
| Ensoleillement (h)                    | 504              | 69               | 1 281          | 1 767         | 1 973           | 2 029           | 2 142          | 1 986          | 1 525         | 968             | 484              | 407            | 15 755     |
| Précipitations (mm)                   | 100,4            | 78,3             | 68,6           | 56,6          | 67,6            | 66,8            | 72,3           | 74,4           | 63,4          | 80,1            | 83,8             | 116,1          | 928,4      |

| Diagramme climatique                                  |             |           |             |           |             |              |              |           |           |            |             |
| J                                                     | F           | M         | A           | M         | J           | J            | A            | S         | O         | N          | D           |
| 5,6−0,3100,4                                          | 6,9−0,678,3 | 11,3168,6 | 15,32,856,6 | 196,667,6 | 22,19,966,8 | 24,111,872,3 | 23,911,274,4 | 208,263,4 | 155,880,1 | 9,32,883,8 | 6,10,4116,1 |
| Moyennes : • Temp. maxi et mini °C • Précipitation mm |             |           |             |           |             |              |              |           |           |            |             |

Les paramètres climatiques de la commune ont été estimés pour le milieu du siècle (2041-2070) selon différents scénarios d'émission de gaz à effet de serre à partir des nouvelles projections climatiques de référence DRIAS-2020. Ils sont consultables sur un site dédié publié par Météo-France en novembre 2022.

## Urbanisme

### Typologie
Au 1er janvier 2024, Villers-Semeuse est catégorisée centre urbain intermédiaire, selon la nouvelle grille communale de densité à 7 niveaux définie par l'Insee en 2022.
Elle appartient à l'unité urbaine de Charleville-Mézières, une agglomération intra-départementale dont elle est une commune de la banlieue,. Par ailleurs la commune fait partie de l'aire d'attraction de Charleville-Mézières, dont elle est une commune du pôle principal,. Cette aire, qui regroupe 132 communes, est catégorisée dans les aires de 50 000 à moins de 200 000 habitants,.

### Occupation des sols
L'occupation des sols de la commune, telle qu'elle ressort de la base de données européenne d’occupation biophysique des sols Corine Land Cover (CLC), est marquée par l'importance des territoires agricoles (50,6 % en 2018), en diminution par rapport à 1990 (54,3 %). La répartition détaillée en 2018 est la suivante :
prairies (50,3 %), zones urbanisées (27,5 %), zones industrielles ou commerciales et réseaux de communication (10,4 %), eaux continentales (6,5 %), forêts (5 %), terres arables (0,3 %). L'évolution de l’occupation des sols de la commune et de ses infrastructures peut être observée sur les différentes représentations cartographiques du territoire : la carte de Cassini (XVIIIe siècle), la carte d'état-major (1820-1866) et les cartes ou photos aériennes de l'IGN pour la période actuelle (1950 à aujourd'hui).

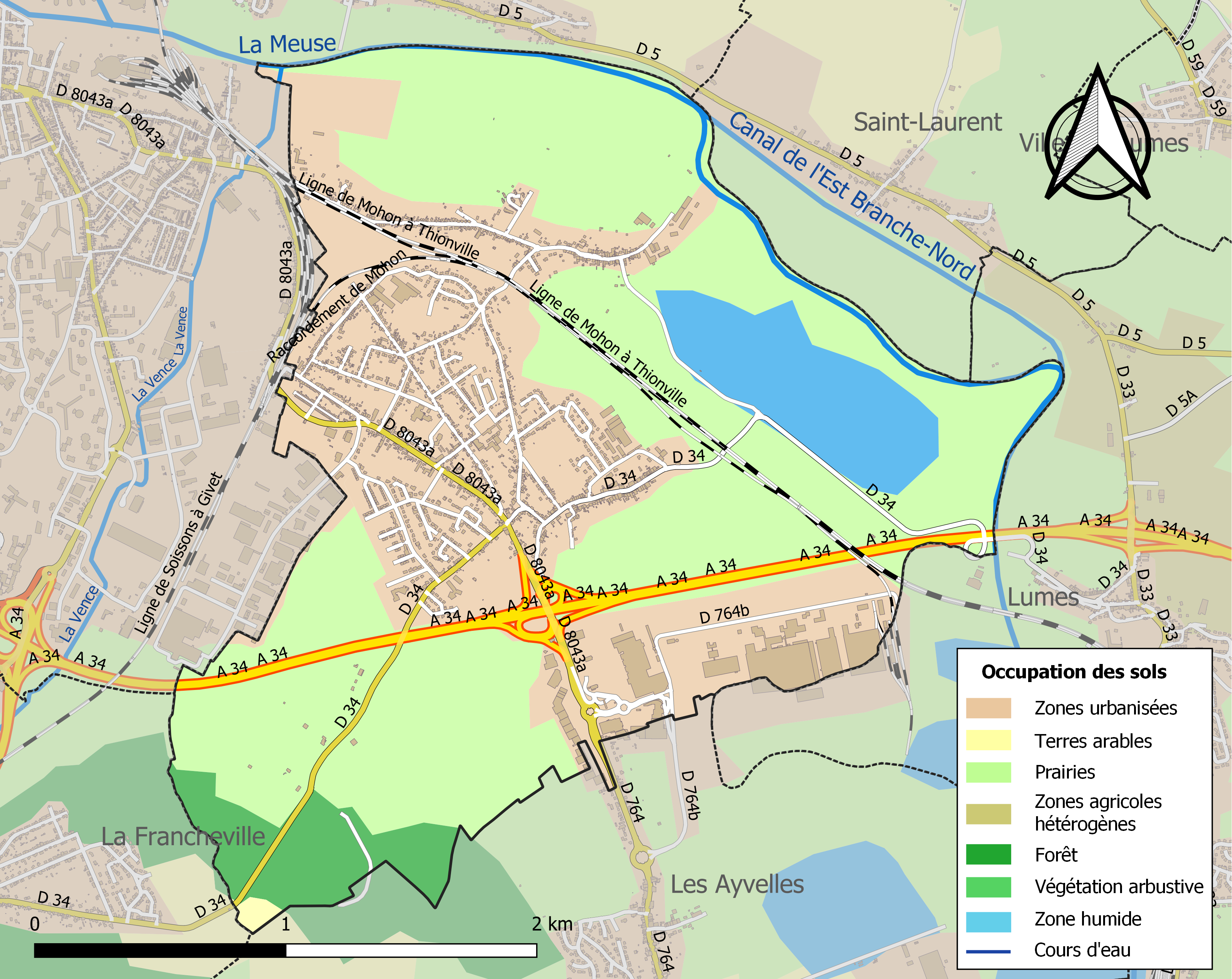
Carte des infrastructures et de l'occupation des sols de la commune en 2018 (CLC).

## Toponymie
Cette localité résulte de la réunion des deux communes autrefois distinctes, Villers et Semeuse.
Villers est attesté sous la forme Je Villari ante Macerias en 1248.

Villers est un appellatif toponymique français qui procède généralement du gallo-roman villare, dérivé lui-même du gallo-roman villa « grand domaine rural », issu du latin villa rustica.
Semeuse est attesté sous les formes Sonmuse en 1290, sousmuese en 1325.

Semeuse est un toponyme en -euse où il est possible de déceler des dérivations où nous voyons bien sûr *Villers-sur-Meuse dans Villers-Semeuse. La Meuse est un fleuve européen qui prend sa source en France et se jette dans la mer du Nord après un cours long d'approximativement 950 kilomètres traversant la France, la Belgique et les Pays-Bas, elle longe la commune sur son flanc nord.

## Histoire

### Époque contemporaine

#### Ère industrielle

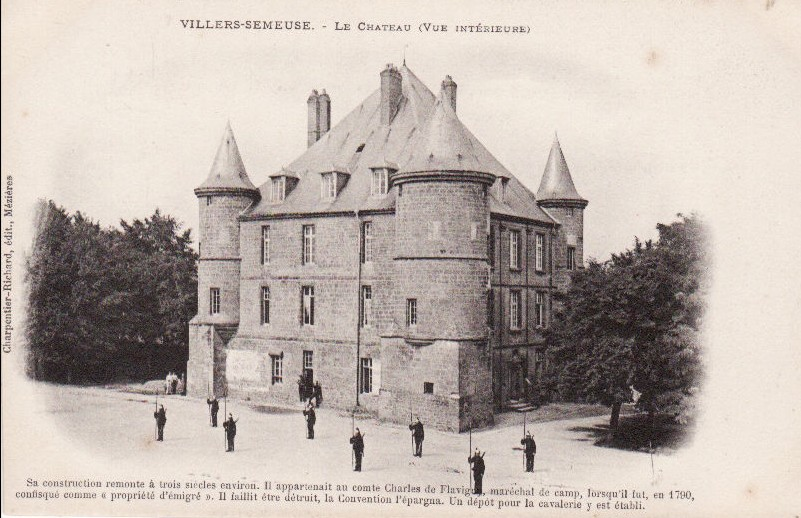
Le château avant la Première Guerre mondiale.

Dès avant la Première Guerre mondiale, le centre militaire de Mézières disposait d'un terrain d'atterrissage situé près du fort des Ayvelles et offrant aux navigateurs aériens aussi bien abri que ravitaillement et matériel complets.
En 1910, avec l'essor de l'aviation, le circuit de l'Est, course aéronautique reliant Paris – Troyes – Nancy – Mézières – Douai – Amiens – Paris, fait escale sur le terrain d'aviation de Villers-Semeuse.

Le Circuit de l'Est en 1910
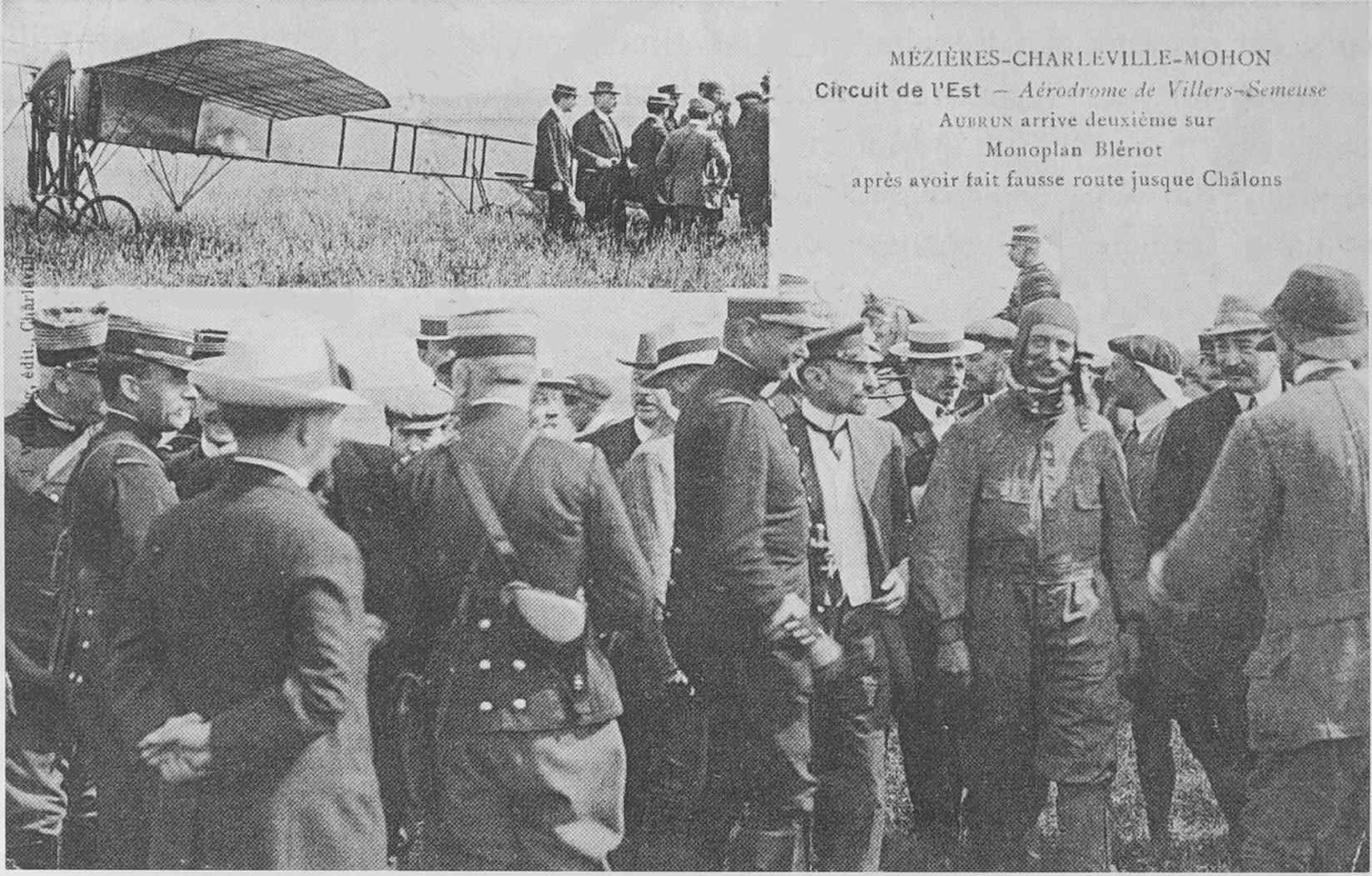
Circuit de l'Est à Villers en 1910.
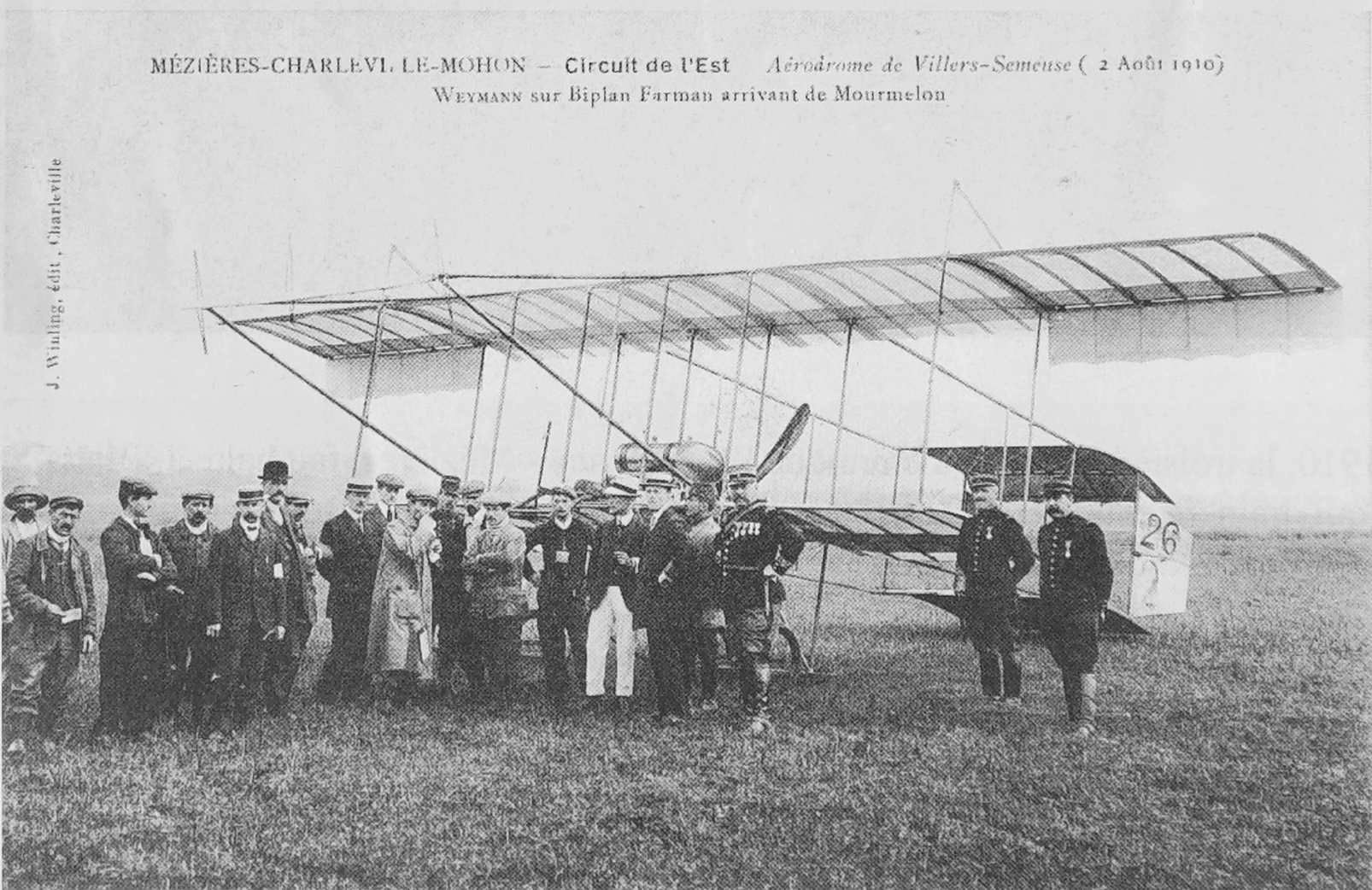
Charles Terres Weymann sur son biplan au terrain de Villers-Semeuse.

#### Première Guerre mondiale
Le 18 décembre 1918, près de Villers-Semeuse, dans une revue passée par le général Marie-Eugène Debeney, le drapeau du 115e R.I. reçoit la fourragère aux couleurs de la Croix de guerre 1914-1918[réf. nécessaire].

#### Seconde Guerre mondiale
La commune a été décorée de la Croix de guerre 1939-1945 le 11 novembre 1948

#### Trente glorieuses
En 1969 Citroën implante une fonderie sur les communes de Villers-Semeuse et des Ayvelles, destinée à l'origine à fabriquer les pièces du moteur de la Citroën GS et GSA.

## Politique et administration

### Rattachements administratifs et électoraux
La commune se trouve dans l'arrondissement de Charleville-Mézières du département des Ardennes. Pour l'élection des députés, elle fait partie depuis 1988 de la première circonscription des Ardennes.
Elle faisait partie de 1801 à 1973 du canton de Mézières, année où celui-ci est scindé et la commune rattachée au  canton de Mézières-Est. En 1982, elle devient le chef-lieu du canton de Villers-Semeuse. Dans le cadre du redécoupage cantonal de 2014 en France, ce canton, dont la commune est désormais le bureau centralisateur, est modifié, passant de 8+1 fraction à 11 communes.

### Intercommunalité
La ville était membre de la communauté d'agglomération dénommée cœur d'Ardenne, un établissement public de coopération intercommunale (EPCI) à fiscalité propre créé fin 2004 et auquel la commune avait transféré un certain nombre de ses compétences, dans les conditions déterminées par le code général des collectivités territoriales.
Celle-ci fusionne avec ses voisines pour former, le 1er janvier 2014, la communauté d'agglomération dénommée Ardenne Métropole, dont la commune est désormais membre.

### Tendances politiques et résultats
Lors du premier tour des élections municipales de 2014 dans les Ardennes, la liste DVG menée par Jérémy Dupuy remporte la majorité absolue des suffrages exprimés, avec 841 voix, devançant respectivement les listes menées par :
- le maire sortant Guy Ferreira (DVD, 752 voix, 47,20 %, 6 conseillers municipaux élus) ;
- Franck Tuot (DVD), qui n'a obtenu aucun suffrage, ses bulletins ayant été invalidés et faisant partie des 190 bulletins blancs et nuls ;

lors d'un scrutin marqué par 30,92 % d'abstention.
Les élections municipales du 23 mars 2014 ont été annulées par le tribunal administratif de Châlons-en-Champagne le 29 mai 2014, qui a estimé que les bulletins de vote d'une des listes avait été illégalement invalidés par le bureau de vote. De nouvelles élections municipales, initialement prévues les 29 juin et le 6 juillet 2014,, ont eu lieu le 14 septembre 2014 et Jérémy Dupuy a été réélu le 14 septembre 2014 dès le premier tour.
Lors des élections municipales de 2020 dans les Ardennes, seule la liste DVG du maire sortant Jérémy Dupuy était candidate, et a donc obtenue la totalité des 809 suffrages exprimés (27 conseillers municipaux élus, dont 2 communautaires).

### Distinctions et labels
La comité des villes et villages fleuris de France a décerné[Quand ?] deux fleurs à la commune.

## Population et société

### Démographie
L'évolution du nombre d'habitants est connue à travers les recensements de la population effectués dans la commune depuis 1793. Pour les communes de moins de 10 000 habitants, une enquête de recensement portant sur toute la population est réalisée tous les cinq ans, les populations de référence des années intermédiaires étant quant à elles estimées par interpolation ou extrapolation. Pour la commune, le premier recensement exhaustif entrant dans le cadre du nouveau dispositif a été réalisé en 2006.

En 2022, la commune comptait 3 628 habitants, en évolution de +1,03 % par rapport à 2016 (Ardennes : −2,97 %, France hors Mayotte : +2,11 %).
| 1793 | 1800 | 1806 | 1821 | 1831 | 1836 | 1841 | 1846 | 1851 |
| ---- | ---- | ---- | ---- | ---- | ---- | ---- | ---- | ---- |
| 207  | 191  | 196  | 218  | 345  | 346  | 357  | 398  | 407  |

| 1866 | 1872 | 1876 | 1881  | 1886  | 1891  | 1896  | 1901  | 1906  |
| ---- | ---- | ---- | ----- | ----- | ----- | ----- | ----- | ----- |
| 705  | 800  | 902  | 1 254 | 1 090 | 1 173 | 1 444 | 1 541 | 1 826 |

| 1911  | 1921  | 1926  | 1931  | 1936  | 1946  | 1954  | 1962  | 1968  |
| ----- | ----- | ----- | ----- | ----- | ----- | ----- | ----- | ----- |
| 2 066 | 2 172 | 2 711 | 2 802 | 2 740 | 2 372 | 3 022 | 3 389 | 3 358 |

| 1975  | 1982  | 1990  | 1999  | 2006  | 2011  | 2016  | 2021  | 2022  |
| ----- | ----- | ----- | ----- | ----- | ----- | ----- | ----- | ----- |
| 3 193 | 3 074 | 3 595 | 3 521 | 3 230 | 3 525 | 3 591 | 3 608 | 3 628 |

## Économie
C'est sur le territoire de la commune qu'a décidé de s'implanter l'usine PSA Peugeot Citroën, employant un grand nombre de ses résidents. Elle produit des pièces de moteur et de suspension, principalement pour PSA PSA Peugeot Citroën, mais aussi pour BMW.
En 1971, un important centre commercial est implanté sur la commune de Villers-Semeuse. Le triplement de sa galerie commerciale est envisagé depuis 2015, mais est freiné par de nombreux recours, notamment inspirés par la volonté de préserver les commerces de centre-ville de Charleville-Mézières - l’autorisation étant finalement accordée en 2018.
Villers-Semeuse abrite aussi le centre d'insémination artificielle des Ardennes.

## Culture locale et patrimoine

### Lieux et monuments
- La commune possédait un château, le château de Villers-devant-Mézières, fortement endommagé durant la Première puis la Seconde Guerre mondiale, finalement détruit dans les années 1950[43].
- Le fort des Ayvelles est un ancien bâtiment militaire construit à partir de 1876, déclassé en 1899, utilisé comme garnison durant la Première Guerre mondiale et occupé pendant la Seconde.
- L'église Saint-Pierre de Villers-Semeuse : (XVe siècle)[44]. L'édifice est inscrit au titre des monuments historiques en 1972[45]. Elle est construite en pierre de Dom. Le portail de l'église date de 1604, il est encadré par deux colonnes corinthiennes qui soutiennent le fronton. Au-dessus de celui-ci est sculpté le décret inspiré par Robespierre : ” Le peuple français reconnaît l’existence de l’Être suprême et l’immortalité de l’Âme ”.

L'église contient notamment un buste reliquaire de saint Pierre en bois polychrome du XVIIe siècle. Le maître-autel et ses accessoires date du XVIIIe siècle.

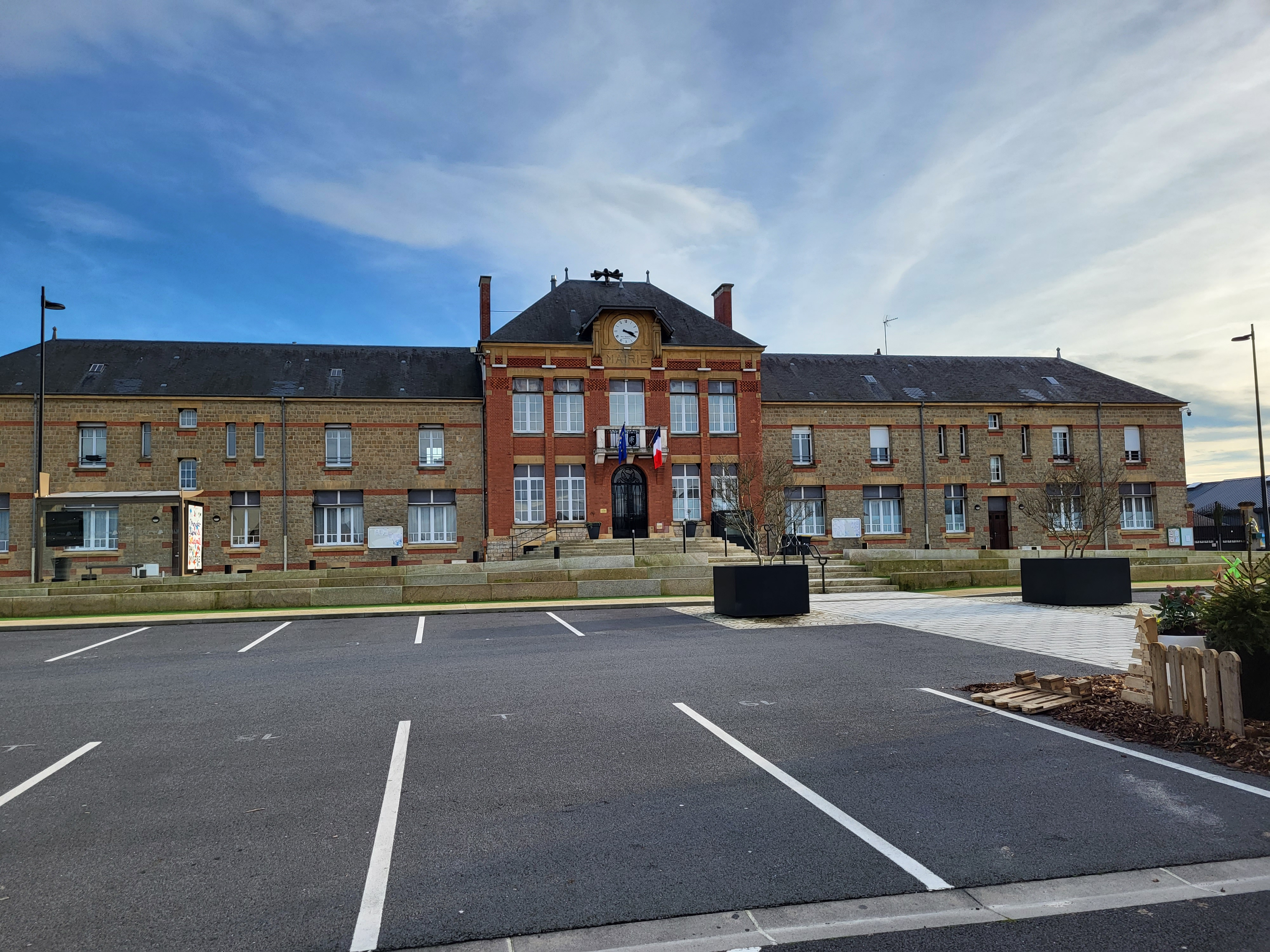
La place Roger Aubry et la mairie
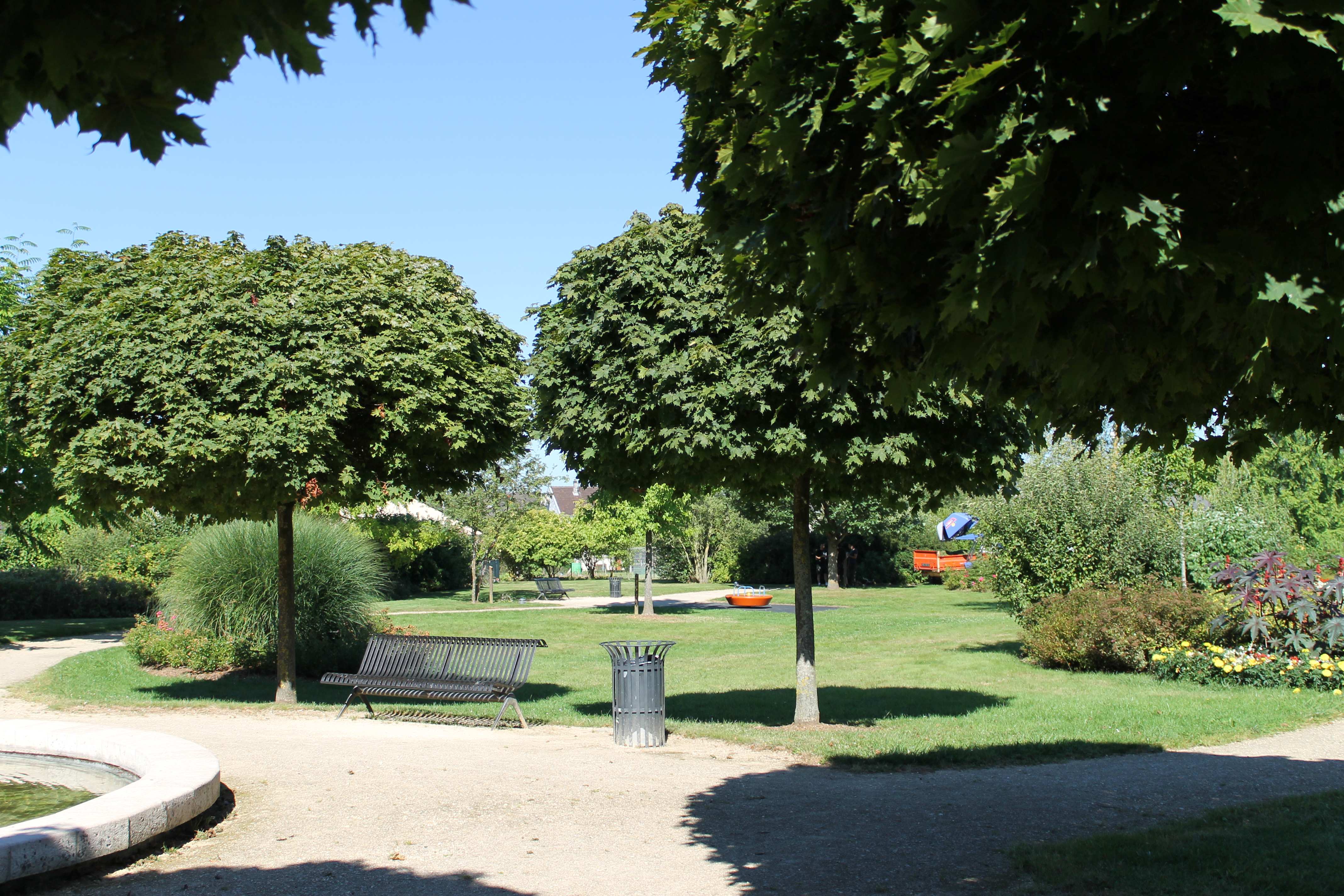
Le jardin public Solange Demarville.
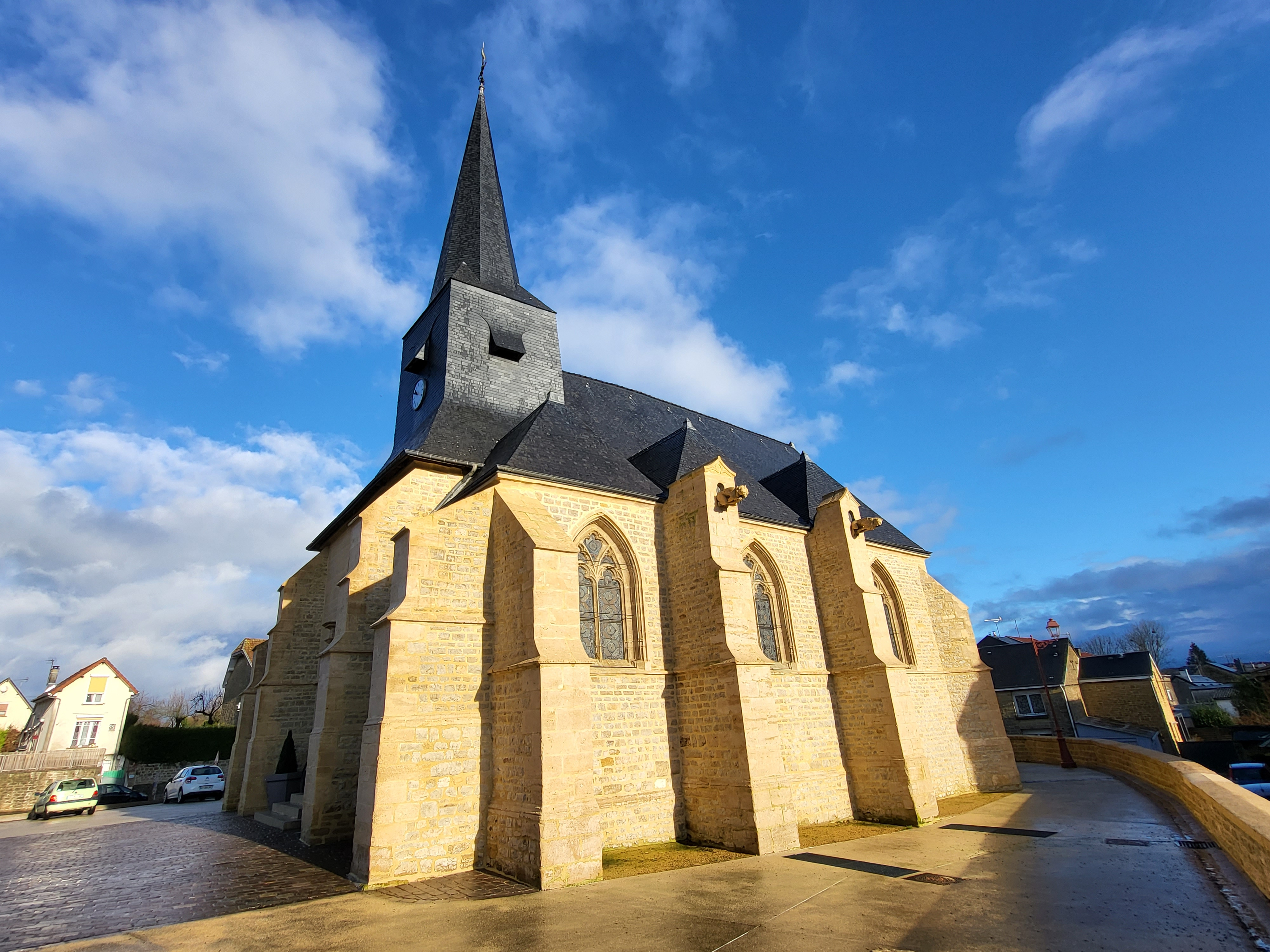
Eglise Saint Pierre de Villers-Semeuse
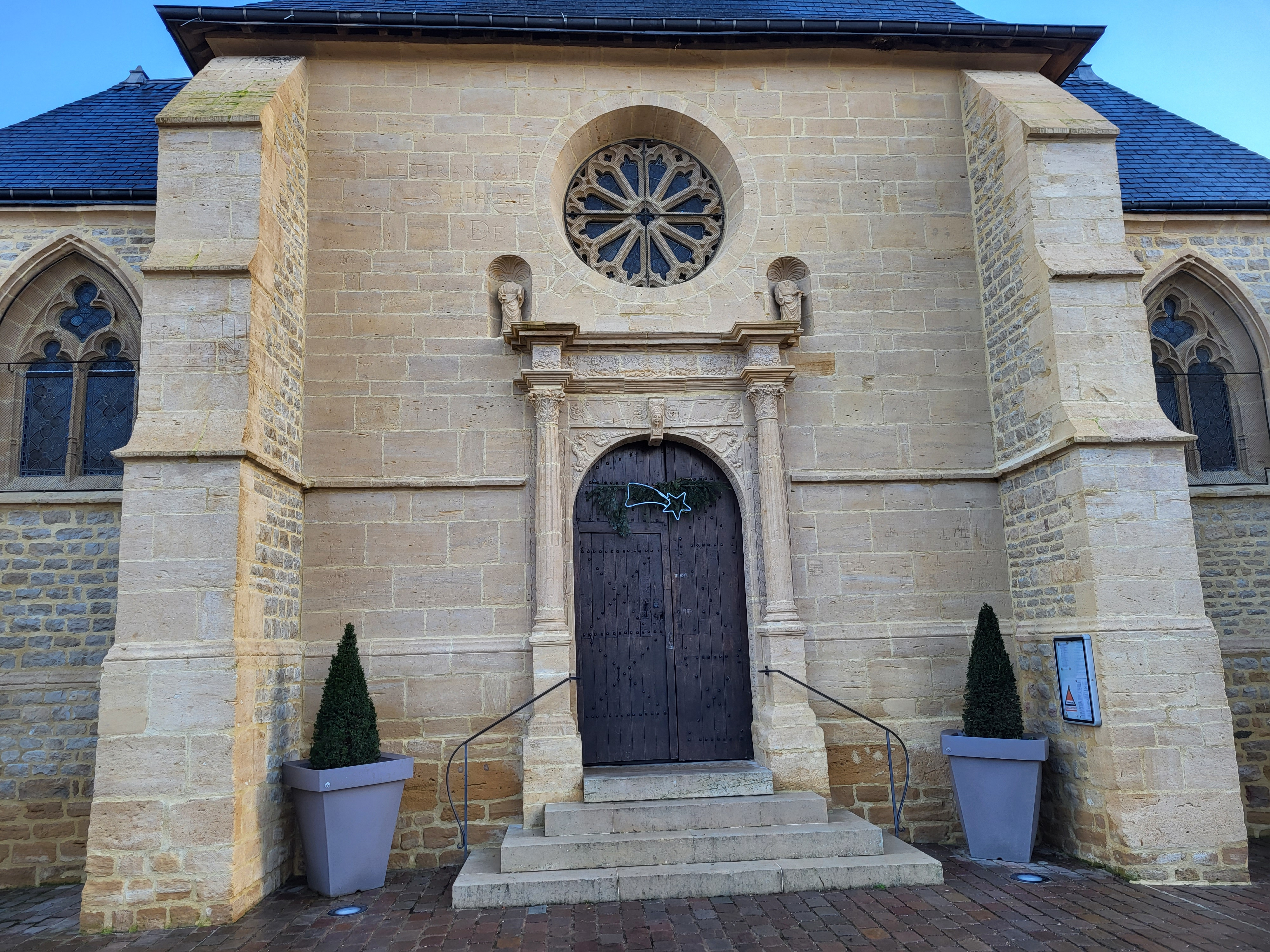
Portail de l'église
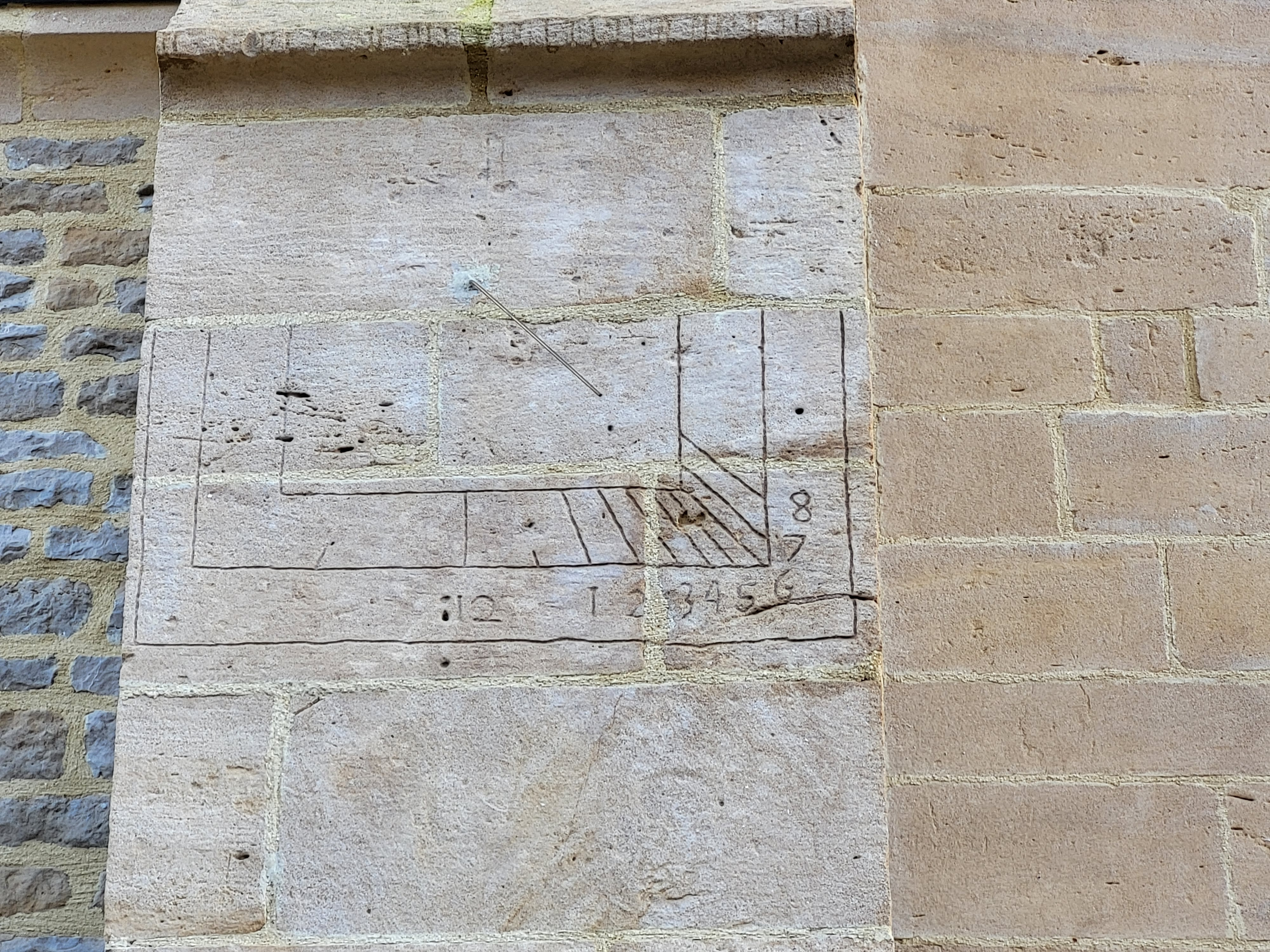
Cadran solaire sur la façade de l'église

### Personnalités liées à la commune
Natifs de la commune

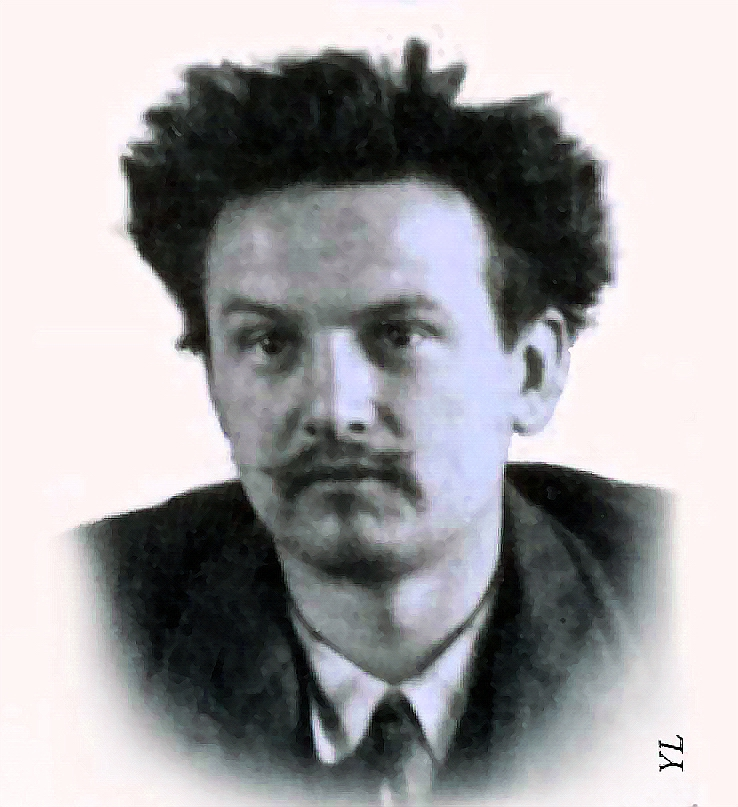
Jules Leroux.

- Jules Leroux (1880-1915), écrivain mort pour la France en 1915.
- Roger Marche (1924-1997), joueur de football, vainqueur de la coupe et du championnat de France, capitaine de l'équipe de France[48].
- Jacques Fabry (1931-2012), universitaire français, spécialiste des courants de pensée mystiques et ésotériques allemands du XIXe siècle.
- Éric Lareine (1954-) - artiste, comédien, auteur, musicien.
- Pierre Lejoyeux, (1961-2018), auteur français de livres-jeux et de jeu de rôle.
- Alain Puiseux (1963-), écrivain et un directeur de publication français, auteur de roman policier.
- Pascal Dupuis (1964-), joueur de football reconverti en entraîneur.
- Didier Mandelli (1964-), chef d'entreprise, maire du Poiré-sur-Vie de 2001 à 2015, et sénateur de Vendée depuis 2014.
- Jean-Luc Warsmann (1965-), politicien, vice-président de l'assemblée nationale de 2005 à 2007.
- Stéphanie Mariage (1966-), pongiste, médaillée aux Jeux paralympiques.
- Isabelle Rauch (1968-), femme politique, députée depuis 2017.
- Lionel Vuibert (1968-), homme politique, député depuis 2022.
- Médéric Collignon (1970-), musicien.
- Samuel Wiart (1973-), joueur de football, champion de France de D2 en 1998.
- Patrick Regnault (1974-), joueur de football, finaliste de la coupe de France en 2005.
- Alexandre Dujeux (1976-), joueur de football reconverti en entraîneur.
- Marion Lécrivain (1982-), actrice et metteur en scène.
- Sandra Beuvière (1990-), athlète de cross.
- Lukas Moutarde (1998-), athlète de lancer de javelot.

### Héraldique
| Blason de Villers-Semeuse | Blason  | De sable à six fleurs de lys d'argent ordonnées 2.1.2.1. |
| Blason de Villers-Semeuse | Détails | Le statut officiel du blason reste à déterminer.         |